# Иванов, Александр Иванович (полный кавалер ордена Славы)
Александр Иванович Иванов — командир расчёта 120-мм миномёта 812-го стрелкового полка (304-я стрелковая дивизия, 1-я гвардейская армия, 1-й Украинский фронт), старший сержант. Полный кавалер Ордена Славы.

## Биография
Александр Иванович Иванов родился в крестьянской семье в селе Большое Ивановское Бронницкого уезда Московской губернии (в настоящее время Раменский район Московской области). Окончил 5 классов школы, работал пекарем в колхозе.
В октябре 1941 года Бронницким райвоенкоматом  был призван в ряды Красной армии. На фронтах Великой Отечественной войны с сентября 1942 года. Воевал на Северо-Кавказском фронте, с декабря 1943 года на 1-м Украинском.
23 июня 1943 года приказом по 256 отдельной стрелковой бригаде Северо-Кавказского фронта командир орудия старший сержант Иванов был награждён 
медалью «За отвагу» за то, что при переправе через реку Кубань уничтожил несколько огневых точек противника, мешавших продвижению стрелковых подразделений.
С декабря 1943 года старший сержант Иванов воевал уже на 1-м Украинском фронте.
В бою за село Малые Коровинцы Житомирской области 6 января 1944 года старший сержант Иванов со своим расчётом подавил огонь миномётной группы противника и уничтожил станковый пулемёт. 27 марта 1944 года при освобождении города Проскуров (в настоящее время Хмельницкий) Иванов со своим расчётом уничтожил один наблюдательный пункт, разбил 2 дзота и уничтожил и рассеял около взвода пехоты противника. Приказом по 304 стрелковой дивизии от 8 июля 1944 года он был награждён орденом Славы 3-й степени.
В боях 25 — 30 марта 1045 года за города Рыбник и Ратибор (в настоящее время Рацибуж) расчёт под командованием Иванова отличился тем, что уничтожил 6 пулемётных точек вместе с расчётами, и до 60 солдат противника. В бою за город Фихгрунд  группа автоматчиков зашла в левый фланг наступавшей пехоте с целью помешать наступление. По связи передали сообщение для расчёта Иванова и тот открыл огонь по противнику, уничтожив в течение 5 минут около 20 солдат противника, а остальных обратил в бегство. Приказом по 60-й армии от 23 мая 1945 года старший сержант Иванов был награждён орденом Славы 2-й степени.
22 апреля 1945 года при освобождении города Тропау (в настоящее время Опава в Чехии) старший сержант Иванов с рсачётом уничтожил 3 пулемётных точки и до взвода солдат противника. Приказом по 1-й гвардейской армии от 23 июня 1945 года он был награждён орденом Славы 2-й степени. Указом Президиума Верховного Совета СССР от 16 марта 1984 года он был перенаграждён орденом Славы 1-й степени.
В феврале 1947 года старший сержант Иванов демобилизовался, вернулся на родину. Жил в селе Никоновское Раменского района.
6 апреля 1985 года к 40-летию Победы он был награждён орденом Отечественной войны 1-й степени.
Скончался Александр Иванович Иванов 7 декабря 2000 года.